# NGC 6801
NGC 6801是在星座天鵝座的一個螺旋星系。它是由路易斯·斯威夫特（英語：Lewis A. Swift）於1886年8月5日發現的。

## 超新星
在NGC 6801中觀察到了兩顆 超新星：
- SN 2011df（Ia超新星，17.6等）被蒂姆·派克特和傑克·牛頓（英语：Jack Newton）於2011年5月21 日發現[3][4]。
- SN 2015af（II型超新星，18.4等）由保羅·坎帕納（英語：Paolo Campaner）於2015年8月9日發現，该发现是義大利超新星搜索計劃（英語：Italian Supernovae Search Project，ISSP）的一部分[5][6]。